# Кадьо, Оливье
Оливье Кадьо (фр. Olivier Cadiot, 1956, Париж) — французский поэт, прозаик, переводчик, драматург. Автор стихов, прозы, драм, текстов песен, отмеченных духом игры и абсурда. Переводил Библию, прозу и драматургию Гертруды Стайн и др. В 2010 году был почётным гостем Авиньонского фестиваля. В 2016 году снялся в исторической драме «Смерть Людовика XIV» (режиссёр — Альберт Серра). В 2003 году получил Премию общества драматургов и композиторов новому театральному таланту (разделил её с Мари Ндьяй)

## Произведения
- L’art poétic' (1988)
- Roméo et Juliette (1989, либретто оперы Паскаля Дюсапена)
- Futur, ancien, fugitif (1993)
- Le Colonel Des Zouaves (1997, постановка Людовика Лагарда, 1998)
- Retour définitif et durable de l'être aimé (2002, постановка Людовика Лагарда, 2002)
- Fairy queen (2002, постановка Людовика Лагарда, 2004)
- Un nid pour quoi faire (2007, показана на Авиньонском фестивале 2010 года в постановке Людовика Лагарда)
- Un mage en été (2010, показана на Авиньонском фестивале 2010 года в постановке Людовика Лагарда)